# Jan-Hendrik Olbertz

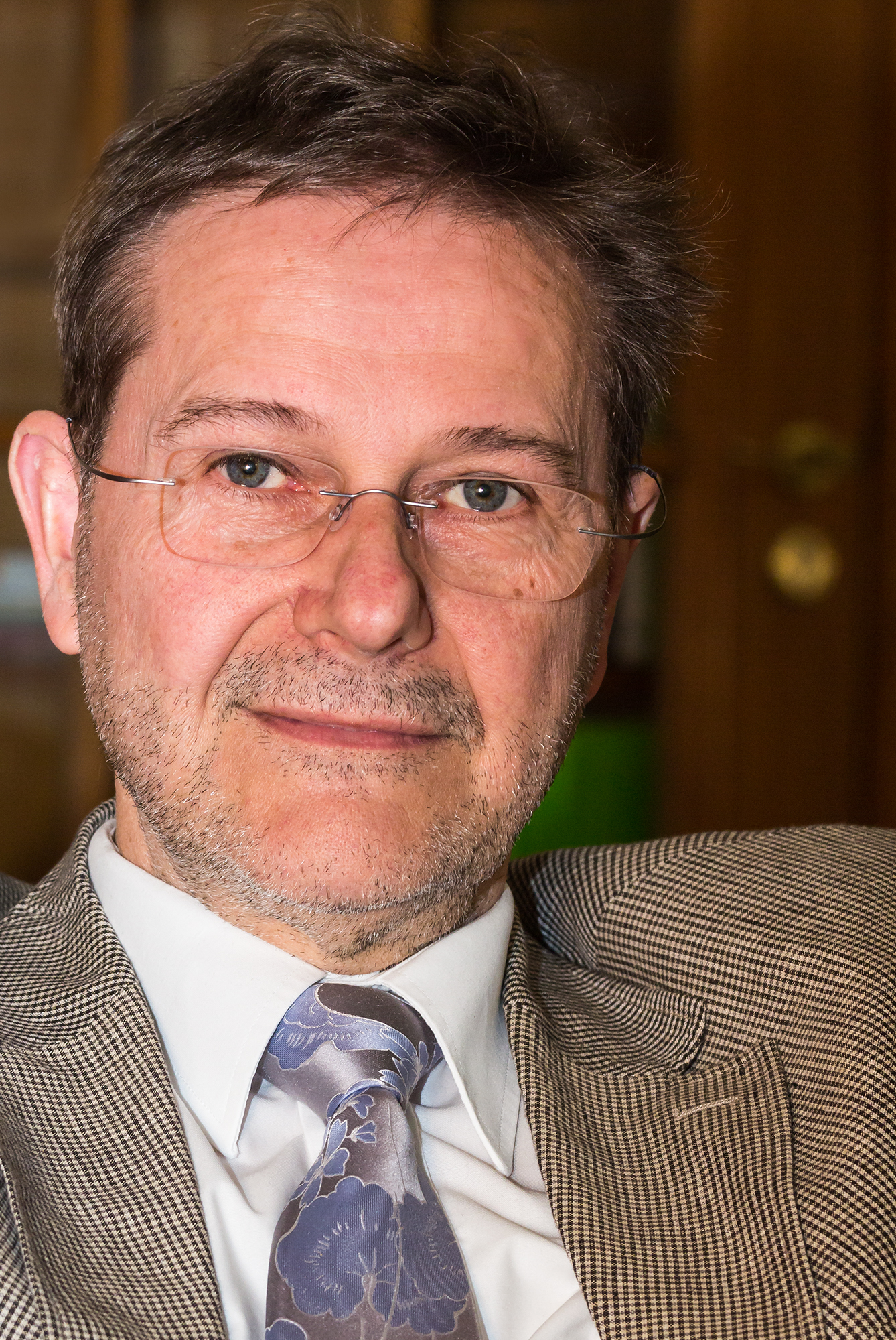
Jan-Hendrik Olbertz, 2014

Jan-Hendrik Olbertz (* 2. Oktober 1954 in Ost-Berlin) ist ein deutscher Erziehungswissenschaftler und parteiloser Politiker. Von 2002 bis 2010 war er auf Vorschlag der CDU Kultusminister des Landes Sachsen-Anhalt, von 2010 bis 2016 Präsident der Humboldt-Universität zu Berlin, seit 2021 Präsident der Internationalen Psychoanalytischen Universität Berlin.

## Leben und Beruf
Jan-Hendrik Olbertz ist ein Sohn des Agrarwissenschaftlers Manfred Olbertz. Er arbeitete ein Jahr als Erzieher in einem Hort, bevor er von 1974 bis 1978 ein Pädagogikstudium für die Fächer Deutsch und Musik an der Martin-Luther-Universität Halle-Wittenberg absolvierte. Nach dem Lehrerexamen folgte ein Forschungsstudium der Erziehungswissenschaft, das er 1981 mit der Promotion zum Dr. paed. mit der Arbeit Über den Zusammenhang von Studienmoral und studentischer Selbsttätigkeit. Eine hochschulpädagogische Untersuchung abschloss. Anschließend war er als wissenschaftlicher Assistent und seit 1985 als Oberassistent an der Martin-Luther-Universität tätig. 1989 habilitierte er sich mit der Arbeit Akademisches Ethos und Hochschulpädagogik – eine Studie zu interdisziplinären theoretischen Grundlagen der moralischen Erziehung an der Hochschule. 
Nach der deutschen Einheit 1990 nahm Olbertz eine Gastprofessur an der Universität Bielefeld wahr, 1992 wurde er zum Professor für Erziehungswissenschaft mit dem Schwerpunkt Erwachsenenbildung/wissenschaftliche Weiterbildung an die Martin-Luther-Universität Halle-Wittenberg berufen. Von 1992 bis 1996 war er Mitglied des Akademischen Senats, von 1992 bis 2002 Mitglied des Konzils der Martin-Luther-Universität, von 1993 bis 2002 Mitglied des Landesschulbeirats Sachsen-Anhalts, von 1994 bis 2002 Mitglied des Vorstandes der Deutschen Gesellschaft für Erziehungswissenschaft (DGfE), von 1998 bis 2002 deren stellvertretender Vorsitzender. Von 1996 bis 2000 war er Gründungsdirektor des Instituts für Hochschulforschung (HoF) Wittenberg. 
Seit 1995 ist Olbertz Mitglied der Evangelischen Akademie Sachsen-Anhalt e. V. Von 1995 bis 1997 war er Mitglied der Enquete-Kommission „Schule mit Zukunft“ des Landtages von Sachsen-Anhalt, von 1995 bis 2000 Mitglied des Ausschusses „Blaue Liste“ des Wissenschaftsrates. 1999 wurde er auf Vorschlag der sachsen-anhaltischen CDU in die 11. Bundesversammlung der Bundesrepublik Deutschland berufen. Im Jahr 2000 folgte er Paul Raabe als Direktor der Franckeschen Stiftungen zu Halle. Diese Position hatte er inne, bis er 2002 von Helmut Obst abgelöst wurde.
Nachdem er am 20. April 2010 vom Konzil der Humboldt-Universität zu Berlin ohne Gegenkandidat zum neuen Präsidenten gewählt worden war, trat er dieses Amt am 18. Oktober 2010 als Nachfolger von Christoph Markschies an. Im Zusammenhang mit seiner Wahl zum Präsidenten wurde Olbertz auch auf den Lehrstuhl für Erziehungswissenschaft an die Humboldt-Universität zu Berlin berufen. Unter seiner Präsidentschaft errang die Humboldt-Universität 2012 im Rahmen der Exzellenzinitiative von Bund und Ländern den Status „Exzellenzuniversität“. Weil er für die von ihm angestrebten Wiedereinführung eines Kanzlers als Verwaltungsleiter keine Mehrheit in den HU-Gremien sah, gab Olbertz im März 2015 bekannt, nicht für eine Wiederwahl zu kandidieren. Schließlich folgte ihm am 11. Mai 2016 die im Januar gewählte Sabine Kunst ins Amt. Nach dem Ende seiner Amtszeit als Präsident lehrte Olbertz bis zu seiner Emeritierung 2021 als Professor für Erziehungswissenschaft an der Humboldt-Universität. Von April 2020 bis Juli 2021 war er Geschäftsführender Direktor des Instituts für Erziehungswissenschaften.
Seit 2021 ist er Präsident der International Psychoanalytic University Berlin.

## Debatte um Olbertz’ Dissertation und Habilitation
Ilko-Sascha Kowalczuk, ehemaliges Mitglied in der Enquete-Kommission des Deutschen Bundestages zur Aufarbeitung der SED-Diktatur, warf Olbertz nach seiner Wahl zum Präsidenten der Humboldt-Universität „eine allzu angepasste Haltung zu Zeiten der DDR“ vor. Kowalczuk will festgestellt haben, dass sowohl die Dissertation Dissertation A als auch die Habilitationsschrift Dissertation B „von der ersten bis zur letzten Seite dem Marxismus-Leninismus verpflichtet sei(en)“ und „der Stützung und Stabilisierung der SED-Herrschaft gedient hätten“. Olbertz sprach von ihm heute streckenweise „peinlichen“ Textpassagen und von „verbale(n) Zugeständnisse(n)“, die er habe machen müssen, um sich bestimmte Freiräume zu sichern. Sachsen-Anhalts Ministerpräsident Wolfgang Böhmer verteidigte seinen ehemaligen Kultusminister in einem Interview der Zeitschrift Superillu, in dem er unter anderem sagte, „dass man im Bereich der Erziehungswissenschaften zu DDR-Zeiten zumindest verbale Zugeständnisse ans SED-Regime machen musste, ist unbestritten.“ Das Konzil der Humboldt-Universität stellte sich hinter den künftigen Präsidenten. Der Bildungshistoriker Heinz-Elmar Tenorth unterzog die Habilitationsschrift von Olbertz in der FAZ einer genaueren Prüfung und plädierte dafür, statt Systemschelte zu üben, lieber Textanalyse zu betreiben.

## Öffentliche Ämter

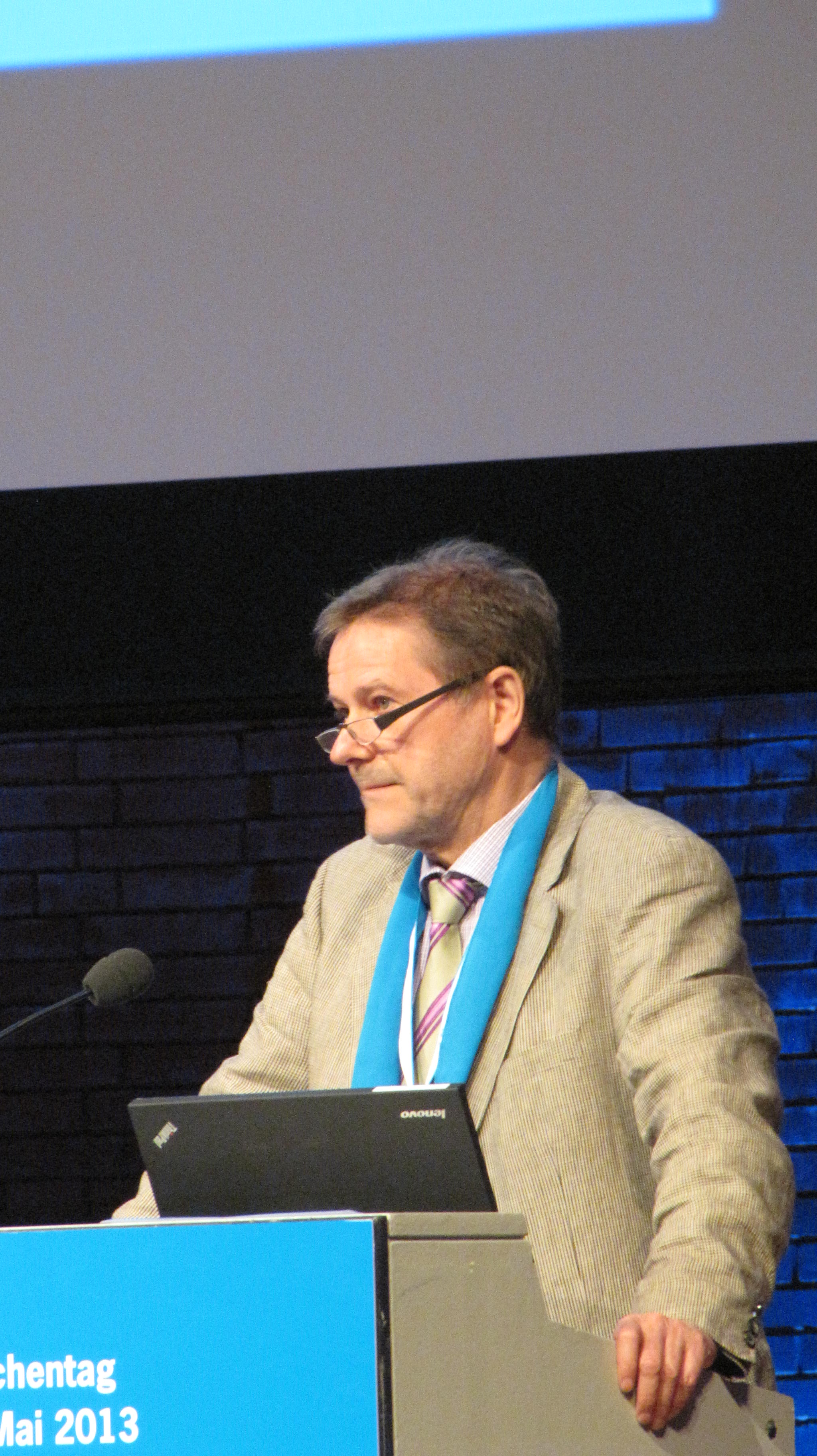
Olbertz auf dem Kirchentag 2013

Nach der Landtagswahl 2002 wurde der parteilose Jan-Hendrik Olbertz am 16. Mai 2002 als Kultusminister in die von Ministerpräsident Wolfgang Böhmer (CDU) geführte Landesregierung von Sachsen-Anhalt berufen. Er hatte das Amt in den Kabinetten Böhmer I und II inne, schied aber nach seiner Wahl zum Präsidenten der Humboldt-Universität zum 31. Mai 2010 aus. Seine Nachfolgerin war die CDU-Politikerin Birgitta Wolff.
Von 2005 bis 2013 war er Mitglied des Präsidiums des Deutschen Evangelischen Kirchentages.
Für die Amtszeit vom 1. April 2021 bis 31. März 2025 gehört Olbertz dem Universitätsrat der Universität Rostock an.

## Familie
Jan-Hendrik Olbertz ist seit 1975 verheiratet und hat drei Kinder.

## Veröffentlichungen (Auswahl)
- Über den Zusammenhang von Studienmoral und studentischer Selbsttätigkeit. Eine hochschulpädagogische Untersuchung. Halle 1982 (Dissertation).
- Akademisches Ethos und Hochschulpädagogik. Eine Studie zu interdisziplinären theoretischen Grundlagen der moralischen Erziehung an der Hochschule. Halle 1989 (Habilitation).
- als Herausgeber: Erziehungswissenschaft. Traditionen – Themen – Perspektiven. Opladen 1997
- mit Peer Pasternack (Hrsg.): Profilbildung, Standards, Selbststeuerung. Ein Dialog zwischen Hochschulforschung und Reformpraxis. Deutscher Studienverlag, Weinheim 1999, ISBN 3-89271-879-2.
- mit Hans-Uwe Otto (Hrsg.): Qualität von Bildung. HoF, Wittenberg 2001.